# Очаковское шоссе
Оча́ковское шоссе́ — шоссе в районе Очаково-Матвеевское Западного административного округа города Москвы. Проходит параллельно Киевской железной дороге от Аминьевского шоссе до проспекта Генерала Дорохова. К шоссе примыкает проезд Стройкомбината.

## Происхождение названия
Название дано в начале XX века, когда была улучшена и частично превращена в шоссе дорога, ответвляющаяся влево от Можайского шоссе, идущая в село Очаково.

## История
Первоначально Очаковское шоссе ответвлялось влево от Можайского шоссе, за Поклонной горой пересекало Рублёвское шоссе, реку Сетунь и проходило через село Волынское, деревню Матвеевское, село Очаково и заканчивалось у деревни Михалково. В августе 1960 года шоссе на всём своём протяжении вошло в черту Москвы.
В 1967 году при строительстве жилого района Матвеевское, шоссе между Веерной и Матвеевской улицами было ликвидировано в качестве транспортной магистрали, частично оставшись в виде внутриквартального проезда, в 1980 году закрыт участок шоссе между Матвеевской улицей и Аминьевским шоссе, а в середине 1980-х гг., в результате сноса села Очакова и деревни Михалково, и постройки на их месте промышленных предприятий, шоссе было укорочено и получило выезд на улицу Генерала Дорохова. В 1987 году часть шоссе между Можайским шоссе и Нежинской улицей получила название — Староволынская улица.

## Примечательные здания и сооружения

### По нечётной стороне
- № 5а — Майрам, Мотор, ИП Денисова А.Е
- № 5ас1 — Луна, Joy-Store.ru, Стиль профессионалов
- № 9 — Детский сад № 799
- № 13к2 — Магазин Андрис, Компания Развитие регионов
- № 15к1 — Участковый опорный пункт
- № 15к2 — Сбербанк России— платёжный терминал, Сбербанк России — банкомат, Охрана
- № 19к2 — Диана, питомник британских кошек Wonder-Plush, Принцесса
- № 23 — Монетка, ИП Медведева Е.Ю, Фото салон

### По чётной стороне
- № 2ас1 — Первый Объединённый Банк
- № 2бс2 — Служба эвакуации автомобилей 24
- № 4к4 — ИП Солдатова И.В
- № 6к2 — Копейка, Тараканам.нет, Flymebel.ru
- № 8к4 — ИС района Очаково-Матвеевское диспетчерская
- № 10к1 — Школа №874, Планета сервиса
- № 10к2с1 — Аптека 36,6, Верофарм, Российская ассоциация аптечных сетей
- № 14 — Триколор
- № 16с1 — Вентпродукт, Клининг групп
- № 18 — Полипластик, Ggsclassics, Дорожник
- № 18с3 — Полимертепло
- № 26 — Московский Индустриальный Колледж , Московский Индустриальный Колледж - автошкола, Веб-студия WebToAll.ru
- № 28с2 — Двери Втапках, Мыльная опера, Паркнефть
- № 28с2 — МД-Строй
- № 30c1 — Итс, Сауна-маркет, Ваир
- № 32 — МТИ-банк, Виса-гингер, Йост Рус
- № 34 — Вест парк, Kontek insaat, 3ZPrint Москва
- № 36 — 3С Кемикалс, Ютэк, ГоркиТранс
- № 36а — Сириус-Экспо, El-Bags.ru, Средства малой механизации
- № 36с2 — АГС Фроеш
- № 40с1 — Вертекс, Вертекс Термолайн, Теплохолод
- № 40с4 — Апекс
- № 40с5 — Московский Дом Металла, Система дистрибьюшн, ПК Металл
- № 46 — Магазин Бамбук, СКА-Строй
- № 46с1 — SeBo.ru, Садовые качели

## Транспорт
- Станция Очаково (300 м).
- Станция метро «Кунцевская», далее автобус 11.
- Станция метро «Озёрная», далее автобус 807 (через Никулинскую улицу, Рябиновую улицу, проспект Генерала Дорохова, Верейскую улицу, Аминьевское шоссе).
- Станция метро «Озёрная», далее автобус с17 (через Никулинскую улицу, Большую Очаковскую улицу, Аминьевское шоссе).
- Станция метро «Аминьевская», далее пешком
- По шоссе следуют автобусы:
  - 11: (Станция Очаково — Улица Герасима Курина).
  - 807: (Станция Очаково — Станция метро «Озёрная»).
  - с17: (Станция Очаково — Улица Кравченко).